# Below (Band)
Below ist eine schwedische Epic-Doom-Band aus Nyköping, die im Jahr 2011 gegründet wurde.

## Geschichte
Die Band wurde im Herbst 2011 gegründet und bestand anfangs noch aus drei Mitgliedern. In der Folgezeit arbeitete die Gruppe an ihren ersten Liedern, die im November 2012 in den schwedischen Deep Blue Studios in Form einer EP, die vier Lieder umfasste, aufgenommen wurden. Die EP wurde an diverse Magazine und Labels geschickt und erreichte im deutschen Metal Hammer neun von zehn Punkten. Daraufhin ging die Band auf eine zehntägige Tour durch Dänemark, die Niederlande und Deutschland und spielte dabei auch als Vorband der norwegischen Band Devil. Durch die EP erreichte die Band einen Vertrag bei Metal Blade Records. Im Herbst 2013 nahm die Band ihr Debütalbum in Andy La Rocques (King Diamond) Sonic Train Studios auf. Das Album wurde im Jahr 2014 unter dem Namen Across the Dark River veröffentlicht.

## Stil
Laut Bandbiografie auf metalblade.com sei die Gruppe stark durch Alben wie Nightfall von Candlemass, Headless Cross von Black Sabbath und Conspiracy von King Diamond beeinflusst worden. Im Rock-Hard-Interview mit Frank Albrecht gab die Band an, dass sie Epic Doom spielen wolle und schreibe dabei meist über mythische Themen. Laut Daniel Silva von metal-temple.com spiele die Band Epic Doom vergleichbar mit der Musik von Candlemass, wobei auch ein Einfluss von Kind Diamond hörbar sei.

## Diskografie
- 2013: Anguish / Below (Split mit Anguish, Dark Descent Records)
- 2014: Across the Dark River (Album, Metal Blade Records)
- 2017: Upon a Pale Horse (Album, Metal Blade Records)